# Reno Münz
Reno Morris Münz (Jacarta, 8 de outubro de 2005) é um futebolista alemão, nascido na Indonésia, que atua como zagueiro. Atualmente defende o Greuther Fürth.

## Carreira
Reno Münz começou a jogar futebol aos sete anos de idade no SC Fortuna Köln. Ele permaneceu lá por dez anos até se transferir para o Bayer 04 Leverkusen em 1º de julho de 2022. Ele disputou 33 partidas na Bundesliga A-Junior e foi nomeado duas vezes para o time profissional do Bayer 04 Leverkusen.
Depois de dois anos no Werkself, ele se transferiu para o Greuther Fürth em 1º de julho de 2024 (contrato até 30 de julho de 2027).

## Seleção
Em 6 de setembro de 2023, ele fez sua estreia com a camisa da seleção alemã de futebol sub-19 contra a Inglesa (1 a 0) e jogou mais seis partidas até o momento.